# Македония на летних Олимпийских играх 2016
Республика Македония на летних Олимпийских играх 2016 года была представлена четырьмя спортсменами в трёх видах спорта.

## Состав сборной
Дзюдо
1. Катерина Николоска

 Лёгкая атлетика
1. Ристе Пандев
2. Дрита Ислами

 Плавание
1. Марко Блажевски
2. Анастасия Богдановски

 Стрельба
1. Нина Балабан

## Результаты соревнований

### Водные виды спорта

#### Плавание
В следующий раунд на каждой дистанции проходят спортсмены, показавшие лучший результат, независимо от места, занятого в своём заплыве.
Мужчины
| Дистанция                        | Спортсмены      | Предварительный раунд | Предварительный раунд | Предварительный раунд | Полуфинал            | Полуфинал            | Полуфинал            | Финал                | Финал                |
| Дистанция                        | Спортсмены      | Заплыв                | Результат             | Место                 | Заплыв               | Результат            | Место                | Результат            | Место                |
| -------------------------------- | --------------- | --------------------- | --------------------- | --------------------- | -------------------- | -------------------- | -------------------- | -------------------- | -------------------- |
| 200 метров комплексным плаванием | Марко Блажевски | 1                     | 2:02,54               | 26                    | завершил выступление | завершил выступление | завершил выступление | завершил выступление | завершил выступление |

Женщины
| Дистанция                 | Спортсмены            | Предварительный раунд | Предварительный раунд | Предварительный раунд | Полуфинал             | Полуфинал             | Полуфинал             | Финал                 | Финал                 |
| Дистанция                 | Спортсмены            | Заплыв                | Результат             | Место                 | Заплыв                | Результат             | Место                 | Результат             | Место                 |
| ------------------------- | --------------------- | --------------------- | --------------------- | --------------------- | --------------------- | --------------------- | --------------------- | --------------------- | --------------------- |
| 200 метров вольным стилем | Анастасия Богдановски | 2                     | 2:00,52               | 33                    | завершила выступление | завершила выступление | завершила выступление | завершила выступление | завершила выступление |

### Дзюдо
Соревнования по дзюдо проводились по системе с выбыванием. В утешительные раунды попадали спортсмены, проигравшие полуфиналистам турнира. Два спортсмена, одержавших победу в утешительном раунде, в поединке за бронзу сражались с дзюдоистами, проигравшими в полуфинале.
Женщины
| Категория | Спортсмены         | 1/16 финала                   | 1/8 финала            | Четвертьфинал         | Полуфинал             | Финал                 | Место |
| Категория | Спортсмены         | Соперник Результат            | Соперник Результат    | Соперник Результат    | Соперник Результат    | Соперник Результат    | Место |
| --------- | ------------------ | ----------------------------- | --------------------- | --------------------- | --------------------- | --------------------- | ----- |
| до 63 кг  | Катерина Николоска | TURБ. Катипоглу П 000s2:000s1 | завершила выступление | завершила выступление | завершила выступление | завершила выступление | 17    |

### Лёгкая атлетика
Мужчины
Беговые дисциплины
| Дисциплина        | Спортсмен    | Предварительный раунд | Предварительный раунд | Предварительный раунд | Четвертьфиналы | Четвертьфиналы | Четвертьфиналы | Полуфиналы | Полуфиналы | Полуфиналы | Финал | Финал |
| Дисциплина        | Спортсмен    | Забег                 | Время                 | Место                 | Забег          | Время          | Место          | Забег      | Время      | Место      | Время | Место |
| ----------------- | ------------ | --------------------- | --------------------- | --------------------- | -------------- | -------------- | -------------- | ---------- | ---------- | ---------- | ----- | ----- |
| бег на 100 метров | Ристе Пандев |                       |                       |                       |                |                |                |            |            |            |       |       |

Женщины
Беговые дисциплины
| Дисциплина                    | Спортсмен    | Предварительный раунд | Предварительный раунд | Предварительный раунд | Четвертьфиналы | Четвертьфиналы | Четвертьфиналы | Полуфиналы | Полуфиналы | Полуфиналы | Финал | Финал |
| Дисциплина                    | Спортсмен    | Забег                 | Время                 | Место                 | Забег          | Время          | Место          | Забег      | Время      | Место      | Время | Место |
| ----------------------------- | ------------ | --------------------- | --------------------- | --------------------- | -------------- | -------------- | -------------- | ---------- | ---------- | ---------- | ----- | ----- |
| бег на 400 метров с барьерами | Дрита Ислами |                       |                       |                       | не проводится  | не проводится  | не проводится  |            |            |            |       |       |

### Стрельба
В январе 2013 года Международная федерация спортивной стрельбы приняла новые правила проведения соревнований на 2013—2016 года, которые, в частности, изменили порядок проведения финалов. Во многих дисциплинах спортсмены, прошедшие в финал, теперь начинают решающий раунд без очков, набранных в квалификации, а финал проходит по системе с выбыванием. Также в финалах после каждого раунда стрельбы из дальнейшей борьбы выбывает спортсмен с наименьшим количеством баллов. В скоростном пистолете решающие поединки проходят по системе попал-промах. В стендовой стрельбе добавился полуфинальный раунд, где определяются по два участника финального матча и поединка за третье место.
Женщины
| Соревнование                       | Спортсмены   | Квалификация | Квалификация | Полуфинал     | Полуфинал     | Финал                 | Финал                 |
| Соревнование                       | Спортсмены   | Результат    | Место        | Результат     | Место         | Соперник/ Результат   | Место                 |
| ---------------------------------- | ------------ | ------------ | ------------ | ------------- | ------------- | --------------------- | --------------------- |
| пневматическая винтовка, 10 метров | Нина Балабан | 407,7        | 42           | Не проводится | Не проводится | Завершила выступление | Завершила выступление |